# Spliss
Spliss (Trichoptilosis) ist eine Splitterung von Haar. Die Haarspitzen sind leicht brüchig und erscheinen glanzlos. Bei kürzerem Haar tritt dies selten auf, da kurze Haare weniger Reibung durch Bewegung (beispielsweise auf den Schultern) ausgesetzt sind und oft häufiger geschnitten werden, um die Haarlänge zu halten. Spliss ist ein kosmetisches Problem, da es zu einem weniger glatten und geordneten Bild der Haare führt.
Die Ursache liegt meist in einer Überstrapazierung der Haare durch mechanische, thermische oder chemische Einwirkung.
Spliss ist ein Zeichen für selten gekürzte, stark beanspruchte oder empfindliche Haare. Eine Möglichkeit, das Haar davor zu schützen, sich immer weiter zu teilen, ist ein Abschneiden der aufgespaltenen Enden.
Es gibt eine Vielzahl von Kuren und Shampoos, die versprechen, das Haar zu stärken und eine glatte Oberfläche herzustellen und damit Spliss zu reduzieren. Jedoch wird dabei das Haar lediglich mittels bestimmter Inhaltsstoffe versiegelt, die den Spliss für das menschliche Auge nicht mehr erkenntlich machen. Reparieren können diese Produkte den Spliss nicht mehr.
Beim Schneiden der Haarspitzen gibt es beim Friseur meist zwei Möglichkeiten. Einerseits das Abschneiden der Gesamtlänge der Haare oder die Spliss-Cut-Variante. Werden die gespaltenen Enden nicht abgeschnitten, zieht sich die Spaltung allmählich immer weiter durch das Haar. Beim sogenannten Spliss-Cut nimmt der Friseur vom trockenen Haar eine kleine Haarsträhne, dreht diese bis zur Haarspitze, so dass die gespaltenen Haare die gebündelte Strähne entlang hervorragen. Diese sind so leicht erkennbar und können abgeschnitten werden. Jedoch ist diese Variante bei gestuftem Haar schwierig anzuwenden.

## Galerie

Spliss in verschiedener Länge
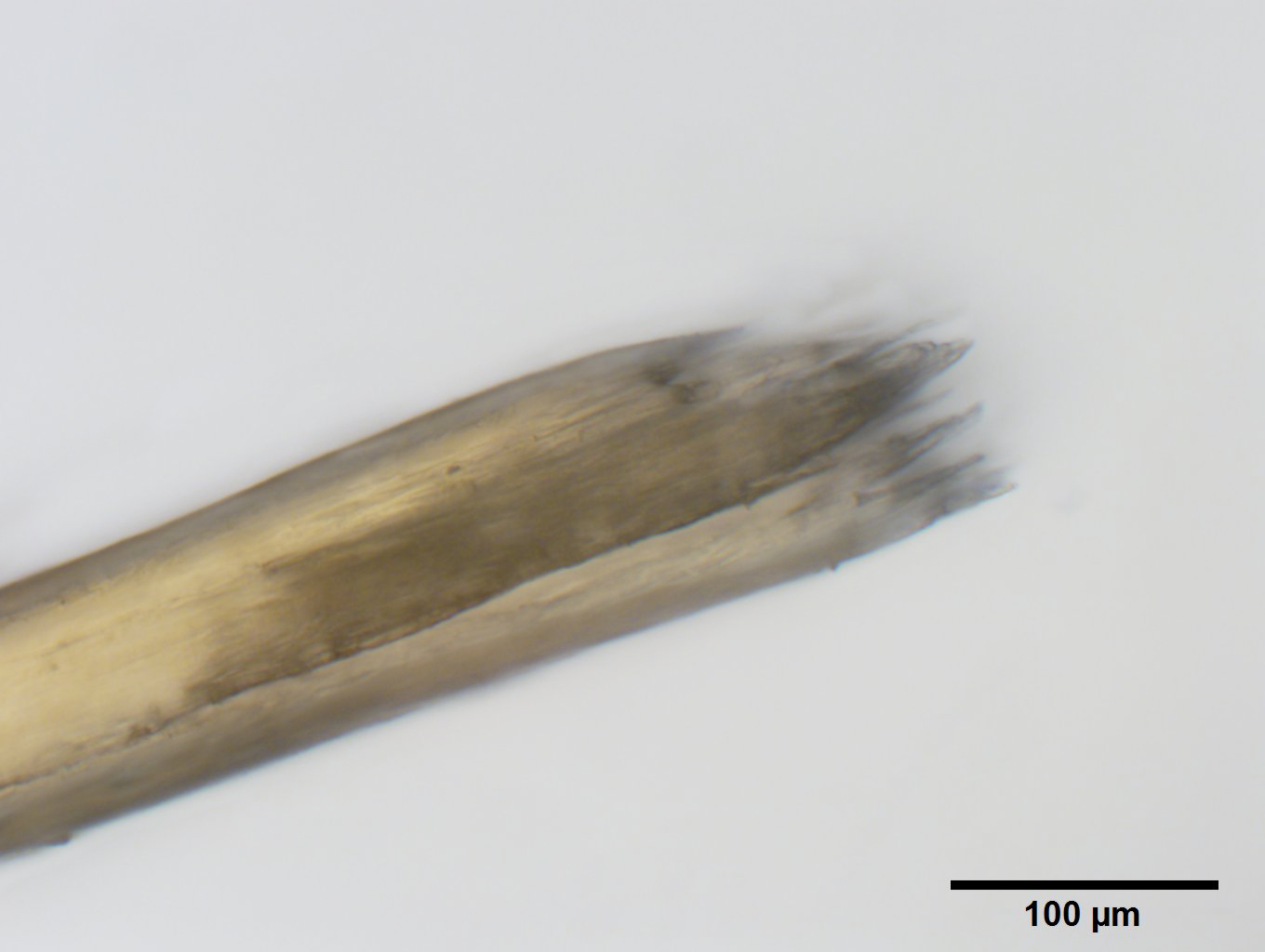
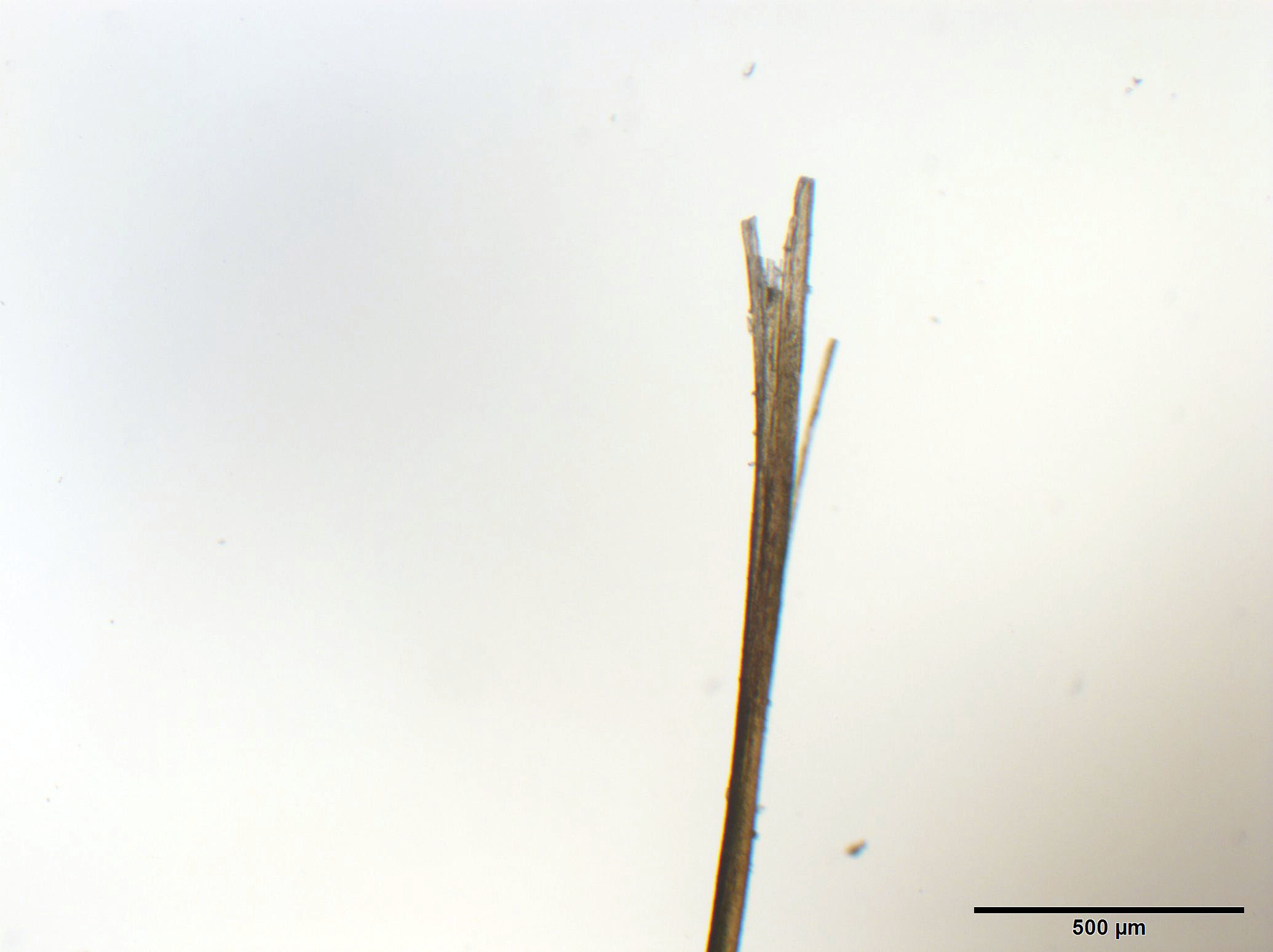
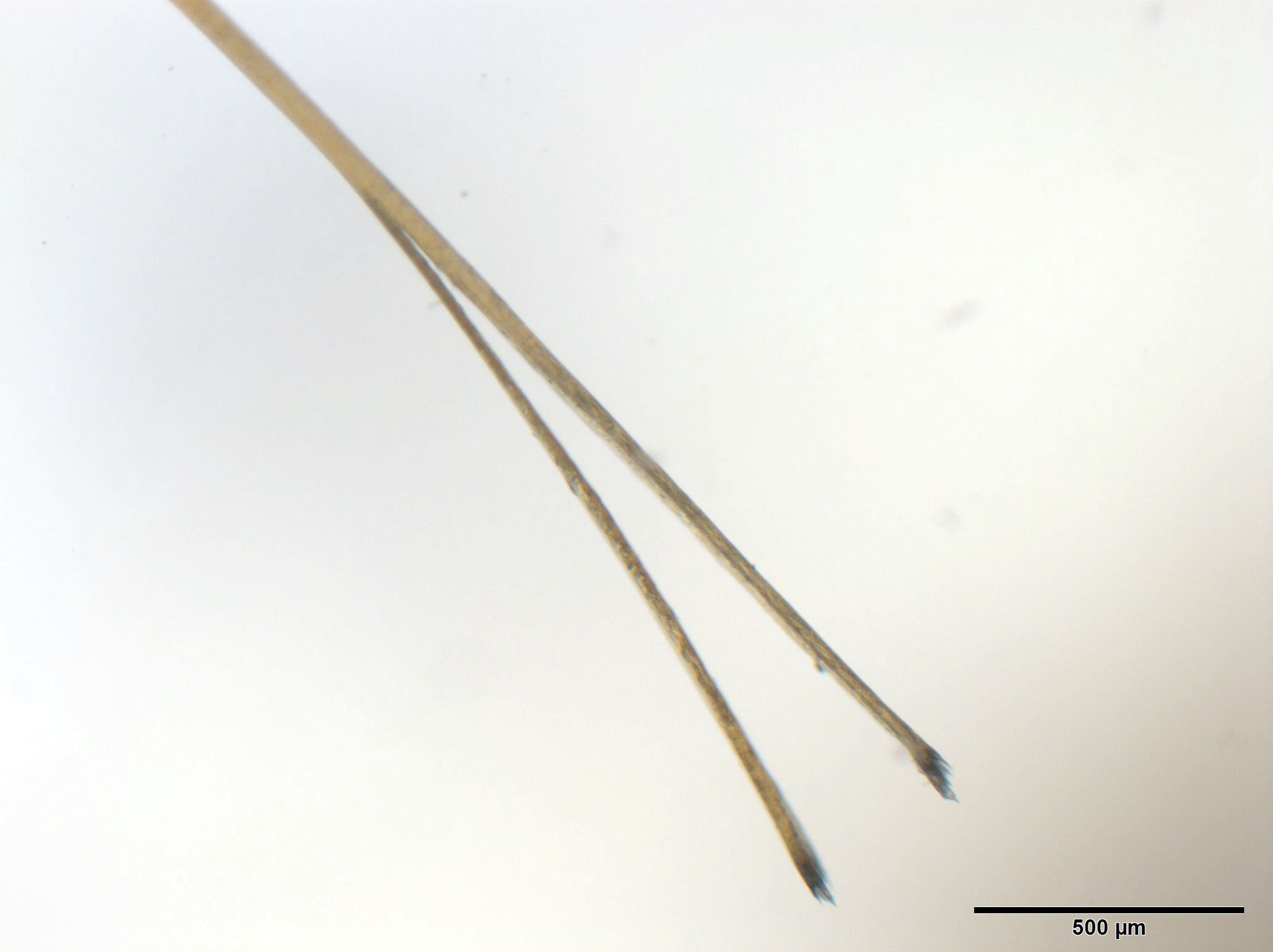
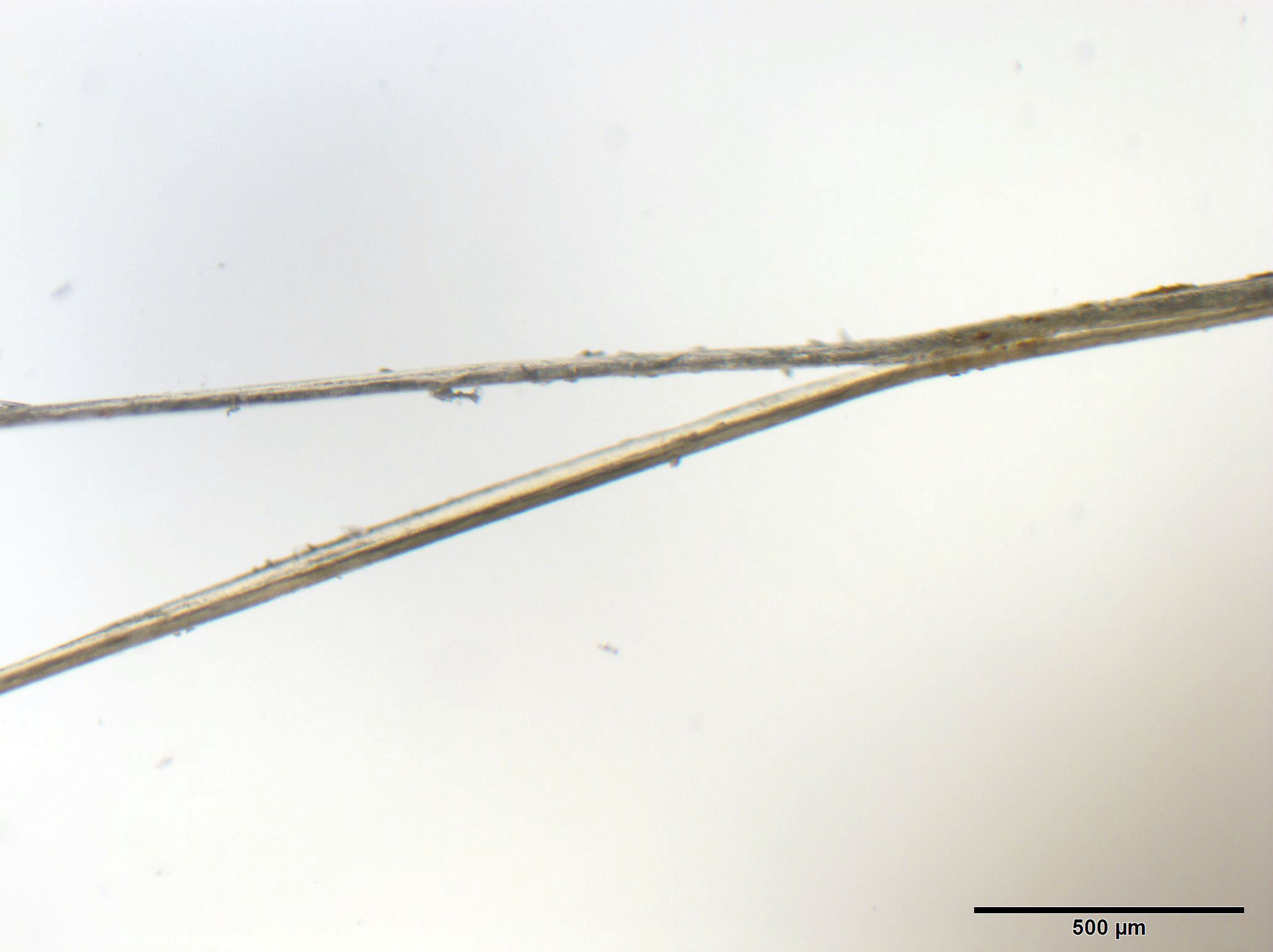